# G-LCR
La GAP LCR è una variante della LCR (Ligase Chain Reaction) per rilevare la presenza di specifiche sequenze di DNA in una miscela. Si denatura il DNA, si va a fare l'ibridazione di un pezzo di DNA con dei probe,sonde costituite da DNA complementare alla sequenza da identificare, si usa la DNA polimerasi per completare la sequenza e poi si inserisce la ligasi per unire i probe. Viene utilizzata quando i probe sono molto lunghi o per amplificare sequenze di DNA ristrette.